# Chef-lieu
Chef-lieu (pronunciado /ʃɛfljø/, plural chefs-lieux) es una expresión en idioma francés, traducida literalmente en español como cabeza de partido, empleada en el lenguaje administrativo para referirse a la ciudad o localidad preeminente en una división territorial o administrativa, cuyas competencias varían en función del país donde se aplique. En España sería una capital provincial o regional, también un chef-lieu sería la ciudad principal de un Concelho portugués, un Concello gallego o un conceyu asturiano, ya que en Francia solo se llama capital a la ciudad de París. Por ejemplo, París es el chef-lieu de veinte arrondissements (distritos), que son los veinte distritos de París, cada uno de ellos con ayuntamiento propio.
En italiano se utiliza el cognado capoluogo (plural capoluoghi).

## Lugares de uso

### Francia

#### Francia Metropolitana
Chef-lieu de département (cuya traducción literal sería cabeza de partido de departamento), llamada comúnmente prefectura, es la ciudad donde se encuentra el prefecto del departamento y los servicios directamente bajo su supervisión y dependencia, en un edificio también llamado prefectura. En cada región francesa, uno de los departamentos tiene superioridad sobre otros, y su prefecto lleva el título de «prefecto de la región X» o bien «prefecto del departamento Y». A la localidad o ciudad designada se le denomina «Chef-lieu de partido de región» o, comúnmente, «prefectura de región». No obstante, los servicios son garantizados por la prefectura del departamento.
Chef-lieu d'arrondissement (cuya traducción literal sería cabeza de partido de distrito), llamada comúnmente subprefectura (sous-préfecture), es la ciudad donde encuentra el subprefecto del distrito y el lugar donde se instalan normalmente los servicios directamente bajo su dependencia en un edificio también llamado subprefectura. El distrito donde se encuentra la prefectura del departamento no dispone de un subprefecto ni de una subprefectura ya que la administración en general depende del Secretario General de la prefectura del departamento, que cumple la  función de subprefecto para el distrito determinado.
Chef-lieu de canton (cuya traducción literal sería cabeza de partido de cantón) solo tiene papel nominal, por lo que se refiere a esta subdivisión administrativa del departamento que representa el cantón francés. Generalmente corresponde a la comuna más poblada del cantón y ningún servicio específico formal reside en ella. En las últimas décadas, existía en todas las cabezas de partido de cantones la gendarmería y una institución jurídica, el Justice de paix francés.
Desde la reforma cantonal de 2014, en vigor desde 2015, el chef-lieu de canton se llama bureau centralisateur.
Chef-lieu de commune (cuya traducción literal sería cabeza de partido de comuna o municipio) es la localidad principal de la comuna y la que le confiere el nombre, aunque existen contadas excepciones como el caso de la comuna de Valdeblore en que esta nominación no se da. El resto de localidades pertenecientes a la comuna son calificadas como aldeas. 

#### Departamentos de Ultramar
Nueva Caledonia
Chef-lieu puede a designar la ciudad principal de una provincia;  que forma parte de la comuna de Lifou y es su chef-lieu. En las Islas de la Lealtad y otras islas, el nombre de los chef-lieu difiere del nombre del municipio o comuna.

### Bélgica
La Chef-lieu en Bélgica designa a la sede administrativa de cada una de las diez provincias. Tres de ellas dan el nombre a su provincia correspondiente (Amberes, Lieja y Namur).

### Canadá
En Canadá, sobre todo en Quebec, se usa para identificar a las capitales de los municipios regionales de condado.

### Luxemburgo
Luxemburgo se divide en dos departamentos, tres distritos, doce cantones y ciento dieciocho comunas (municipios). Un municipio agrupa localidades. Cada departamento, distrito, cantón y municipio tiene su chef-lieu; en cada chef-lieu de distrito se encuentra la figura del «comisario de distrito» encargado de supervisar la administración de las comunas.

### Suiza
El término Chef-lieu se utiliza para designar la capital de un cantón suizo. En 16 de los 26 cantones y semi-cantones, el territorio se subdivide en distritos. Cada distrito posee a una ciudad central llamada Chef-lieu de distrito y un prefecto.

### Túnez
El término chef-lieu se utiliza para designar la capital de las gobernaciones (muhafazah). Cada uno de los 24 cargos de gobernador se subdivide en delegaciones. Cada delegación posee una ciudad  principal designada como Chef-lieu de delegación.